# Роман за Розата
Роман за Розата (на френски: Roman de la Rose) е средновековна френска поема, написана под формата на алегорично съновидение. Творбата е разказ за младеж, който се опитва да вземе Розата, в която се е влюбил. Съчинена е в осемсричкови римуващи куплети и е първият пример на френски език на разказ от първо лице и на повествователна алегория. Първите 4058 стиха са написани от Гийом дьо Лорис, за когото нищо друго не се знае, през 1237 г. Между 1275 и 1280 г. Жан дьо Мьон съставя допълнителни 17 724 стиха. Произведението на Гийом дьо Лорис е трябвало да служи като кодекс на куртоазна любов (учтива, изтънчена любов) за благородническото общество. До края на 14 век поемата е преведена на средноанглийски, отчасти от Джефри Чосър, върху когото тя оказва силно влияние, както и на холандски и италиански език.

## Творбата на Гийом дьо Лорис
В съновидение младежът герой на творбата става една майска утрин и тръгва по брега на река, наслаждавайки се на гледките и звуците на пролетта. Той достига оградена с висока стена прекрасна градина, алегоричната Градина на удоволствието (Deduyt, символизираща дворянското общество), където среща Бога на любовта (Amour) и свитата му (Нежен поглед, Богатство, Младост, Искреност) и се заглежда се във фонтана на Нарцис, където съзира Роза, в която се влюбва.
Богът на любовта произнася дълга проповед за поведението, което трябва да следват влюбените, почерпена най-вече от Изкуството на любовта от Овидий и сам олицетворява правилата на учтивата любов. Разумът се опитва да разубеди младежа, но Ами (приятел) го съветва как да спечели Розата. Дамата алегорично е представена от Розата и героите, които я заобикалят, като те са напълно лишени от индивидуални черти.
Двамата герои, с които влюбеният младеж общува пряко, са мъжки: Бел Акьой (приветливост), младо момче, което кани влюбения да се приближи до Розата, а Данжер (опасност) е необуздан селяк, който го пропъжда. Двама други пазители на розата, Страх и Срам, са жени. С помощта на Венера влюбеният успява да целуне Розата, но известена от Мал Буш (злоезичие) Ревността издига укрепена кула около Розата, в която е затворен Бел Акьой, а Страх и Злоезичие го охраняват.
Поемата завършва с воплите на влюбения. Не е ясно дали това е замисленият от Гийом де Лорис край. Той обаче е в съответствие с лиричния модел, който не позволява пълно удовлетворение на желанията. Въпреки това е съчинено кратко продължение от анонимен автор, преди Жан дьо Мьон, което позволява на влюбения да прекара една нощ на блаженство с Розата.

## Продължението от Жан дьо Мьон
Жан дьо Мьон разширява рамката на поемата като включва рационални, еротични, себични и свещени форми на любов. В леко прикрита алегория на сексуален акт, влюбеният най-сетне успява да проникне във вътрешното светилище, където се намира Розата.
Дьо Мьон напълно преобразява произведението, превръщайки го в поетично-сатирична енциклопедия за средновековното общество, добавяйки теологични, научни и философски елементи. Той включва герои като Ревнивия съпруг, който дава израз на женомразието си, нападайки брака, Фо Самблан (грешно впечатление), който излага на показ покварата сред духовенството и Старицата, която разяснява сексуалната експлоатация на мъжете от жените. В поемата се обсъждат теми като сиромашията и имущественото неравенство, същността на кралската власт, произходът на държавата и обществените длъжности, правосъдието, инстинкта, природата на доброто и на злото, противостоянието между бялото и черното духовенство, между ордените на просещите монаси и университетите, непрестанният процес на съзидание и разрушение в природата, отношението на природата към изкуството, езика и значението, понятието за свободна воля и противоречието с понятието за божественото всезнание, произхода на доброто и на злото и греха, човекът в природата и неговото безредие в нейния хармоничен ред, всякакви наблюдения, разсъждения и доказателства относно дъгите, огледалата, заблуди на сетивата, халюцинации, вълшебства и раздвояване на съзнанието, както и ролята на създаването на потомство в космическия ред.
Преценено е, че дьо Мьон черпи от над четиридесет творби, особено от Овидий (например историята за Пигмалион от Метаморфозите), Вергилий, Боеций, Ален дьо Лил и Гийом дьо Сент-Амур. Резултатът е смесица, която трудно се поддава на определение, а и дьо Мьон пародира и извърта източниците си като например защитата от Разума на неприличното поведение в реч, която иначе е доста възвишена и твърдението от страна на Гений, че хетеросексуалното съвкупление е средство за вечно спасение. Продължението на дьо Мьон се отдалечава от първоначалния замисъл на дьо Лорис за изложение на учтивата любов и приема по-реалистично и положително направление: Венера спасява Бел Акьой, а младежът откъсва Розата след схватка между противоположните герои в подножието на кулата. Творбата на дьо Мьон е сред първите проблясъци на зараждащия се хуманизъм.

## Приемане
Поемата е както много популярна, така и предизвикваща дискусии. Тя е една от най-четените книги в средновековна Франция, като са оцелели стотици ръкописи. В началото на 14 век е критикувана от Кристин дьо Пизан, която обвинява поемата в клеветничество спрямо жените, в подстрекателство към съблазняване и изнасилване, в неприличен език и в подривна употреба на авторитетни източници. Жан Герсон, ректор на Парижкия университет, обвинява поемата в богохулство и порнография. Тя е защитена от кралските секретари Жан дьо Монтрьой и Пиер Кол, за които Роман за Розата е сатирична творба, излагаща на показ човешката глупост.
Ръкописите около дискусиите свидетелстват за зародиша на френската литературна критика и показват важността на Роман за Розата като събирателна точка за фундаментални въпроси като езика и властта, сексуалността и пола и ролята им в социалния, природен и космически ред.